# Teòdot de l'Epir
Teòdot de l'Epir (grec antic: Θεóδοτος, llatí: Theodotus) fou un polític epirota que durant la guerra entre els romans i el rei Perseu de Macedònia, va abraçar amb energia el partit d'aquest darrer i va convèncer els molossos d'abandonar la causa romana (171 aC).
El 170 aC va planificar de capturar al cònsol romà Aulus Hostili Mancí quan passés per l'Epir, pla que va fallir accidentalment. Després de la derrota de Perseu l'any 168 aC, els romans van envair el territori dels molossos de l'Epir. Teòdot i el seu company Antínous es van tancar a la fortalesa de Passaró, però com que els habitants estaven disposats a rendir-se, van fer una sortida desesperada i van morir ambdós lluitant de manera valenta, segons expliquen Titus Livi i Polibi.